# Sam Byram
Samuel Mark Byram (16 de setembre de 1993) és un futbolista professional anglès que juga de lateral dret pel Norwich City FC anglés.